# فرودگاه کیسمنت
فرودگاه کیسمنت (به انگلیسی: Casement Aerodrome) (به زبان بومی: Baldonnel Aerodrome) یک فرودگاه نظامی است که یک باند فرود آسفالت دارد و طول باند آن ۱۴۶۳ متر است. این فرودگاه در کشور ایرلند قرار دارد و در ارتفاع ۹۷ متری از سطح دریا واقع شده‌است.